# Marc Bernaus
Marc Bernaus Cano (Andorra la Vella, 2 febbraio 1977) è un ex calciatore andorrano con cittadinanza spagnola, di ruolo difensore.

## Carriera

### Club
Proveniente dalle giovanili del Barcellona, ha giocato anche con Toledo, Terrassa, Gimnastic, Las Palmas, Getafe, Elche, Ejido e Girona.

### Nazionale
Ha rappresentato la Spagna Under-20 nei Mondiali di categoria del 1997, scendo in campo da titolare in tutte e 5 le partite della Spagna, e successivamente la Nazionale andorrana.